# Chińskie Igrzyska Narodowe

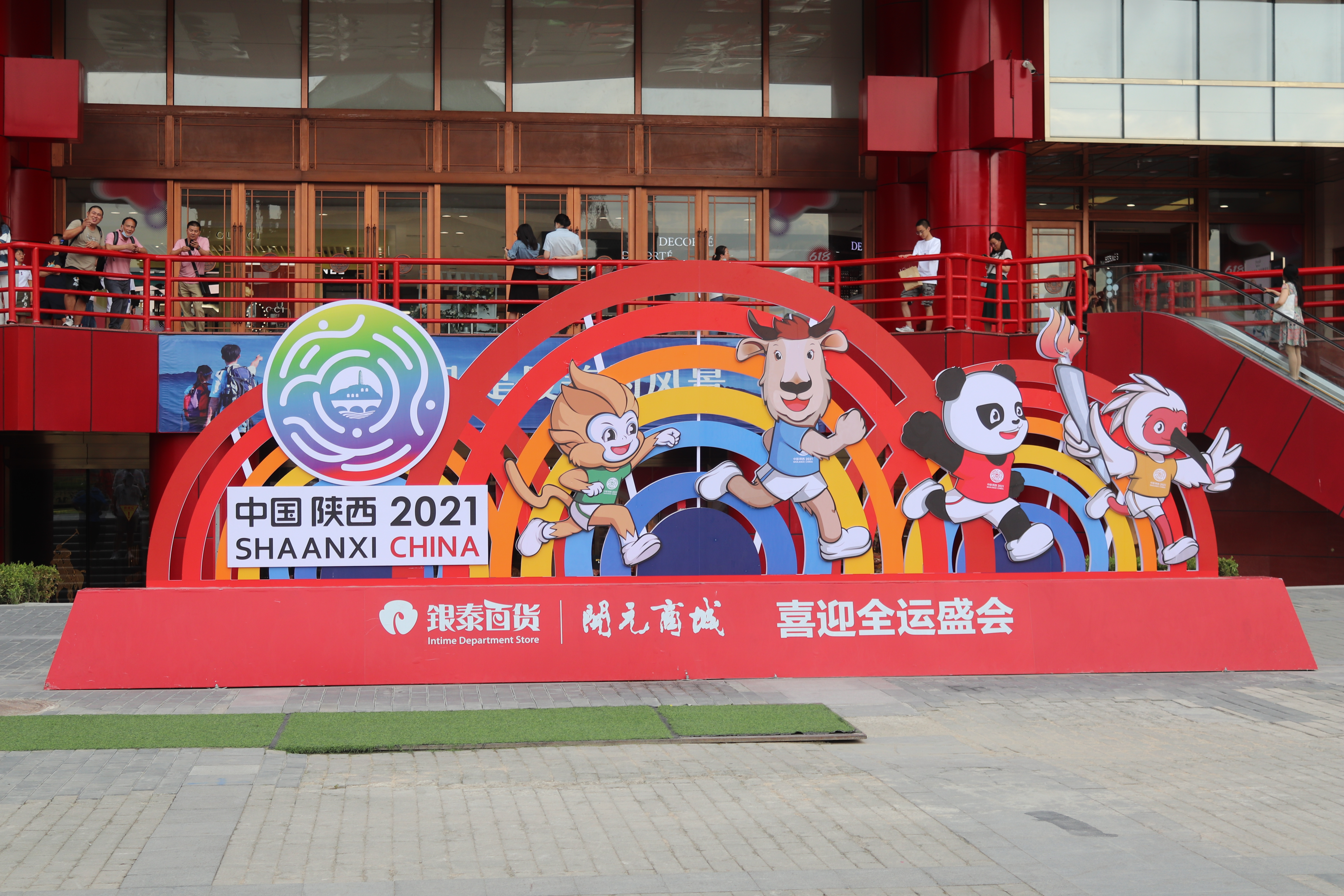
Infografika promująca Chińskie Igrzyska Narodowe 2021.

Chińskie Igrzyska Narodowe (uproszczone pismo chińskie: 中华人民共和国全国运动会, tradycyjne pismo chińskie: 中華人民共和國全國運動動, pinyin: Zhōnghuá Rénmín Gònghéguó Quánguó Yùndònghuì, znana także jako All China Games) – ogólnonarodowe chińskie zawody sportowe, odbywające się co cztery lata (z przerwą w okresie rewolucji kulturalnej) od roku 1959. Podczas igrzysk rywalizują ze sobą poszczególne prowincje kraju. Zawody zwykle mają miejsce w sezonie jesiennym. Chińskie Igrzyska Narodowe rozgrywano już w za panowania dynastii Qing – pierwsze rozegrano w 1910. Do igrzysk w obecnej formie powrócono w 1959, po zmianie systemu politycznego w Chinach. Od 1975 roku odbywają się co cztery lata (z przerwą między 1987 a 1993).

## Gospodarze

### Zawody organizowane przez Chińską Republikę Ludową
| Igrzyska | Gospodarz                | Data                            | Liczba drużyn | Liczba sportowców | Liczba dyscyplin sportowych | Liczba konkurencji |
| -------- | ------------------------ | ------------------------------- | ------------- | ----------------- | --------------------------- | ------------------ |
| I        | Pekin                    | 13 września–3 października 1959 | 29            | 10 658            | 42                          | 384                |
| II       | Pekin                    | 11–28 września 1965             | 29            | 5014              | 23                          | 300                |
| III      | Pekin                    | 12–28 września 1975             | 31            | 12 497            | 42                          | 310                |
| IV       | Pekin                    | 15–30 września 1979             | 31            | 15 189            | 36                          | 469                |
| V        | Szanghaj                 | 18 września–1 października 1983 | 31            | 8943              | 26                          | 277                |
| VI       | Guangdong                | 20 listopada–5 grudnia 1987     | 37            | 7228              | 44                          | 343                |
| VII      | Pekin                    | 4–15 września 1993              | 45            | 7481              | 43                          | 374                |
| VIII     | Szanghaj                 | 12–24 października 1997         | 45            | 7943              | 28                          | 319                |
| IX       | Guangdong                | 11–25 listopada 2001            | 45            | 8608              | 30                          | 345                |
| X        | Jiangsu                  | 12–23 października 2005         | 42            | 9986              | 32                          | 483                |
| XI       | Shandong                 | 16–28 października 2009         | 46            | 10 991            | 33                          | 551                |
| XII      | Liaoning                 | 31 sierpnia–12 września 2013    | 39            | 9770              | 31                          | 350                |
| XIII     | Tianjin                  | 27 sierpnia–8 września 2017     | 38            | 8478              | 33                          | 417                |
| XIV      | Shaanxi                  | 15-27 września 2021             | 37            | 12 000            | ?                           | ?                  |
| XV       | Guangdong Hongkong Makau | 2025                            |               |                   |                             |                    |

### Ciekawostki
Mecz Tianjin Zhao Shitong — Beijing FC 1:3

26 lipca 2009 roku, podczas meczu eliminacyjnego play-off do Chińskich Igrzysk Narodowych, doszło do incydentu, w którym piłkarz (napastnik) Tianjin ZS zaatakował sędziego – He Zhibiao i przez blisko 100 metrów gonił go po murawie, wcześniej jeszcze popychając go. Następnie po obezwładnieniu przez ochronę i policję, piłkarz został zdyskwalifikowany dożywotnio przez Chińską Federację Piłkarską (CFA). Wraz z nim ukarano również 10 innych piłkarzy: 6 z nich zostało zawieszonych na co najmniej 2 lata, zaś pozostali otrzymali karę pauzowania w meczach na okres od 5 do 10 spotkań.